# 林新醫院
林新醫療社團法人林新醫院是一家位於臺灣臺中市南屯區的私立綜合醫院，為641床規模的區域級教學醫院。1981年成立、2017年成立林新醫療社團法人烏日林新醫院。

## 歷史
- 1981年，林仁卿醫師創立林仁卿婦產科診所
- 1995年，更名為林新醫院。
- 1999年5月，遷址至台中市南屯區惠中路，此為醫療大樓A棟。
- 2001年5月，成立「慢性呼吸照護病房」。
- 2002年，成立「亞急性呼吸照護病房」。
- 2005年5月，成立「血友病中心」。
- 2006年1月，成立「兒童聽力篩檢保健中心」。10月，成立「聽力保健中心」。
- 2008年6月，成立「腦中風中心」。
- 2009年，急重症及多功能醫療大樓落成[1]。7月，成立高級健診中心 （页面存档备份，存于）。
- 2009年10月，成立「心臟血管中心」。11月，成立「癌症治療中心」。
- 2011年，榮獲醫院評鑑暨醫療品質策進會頒訂新制醫院評鑑優等。
- 2018年，榮獲衛生福利部國民健康署認證為健康醫院。

## 醫療部門

### 醫療科系
| - 胸腔內科 - 神經內科 - 腎臟內科 - 新陳代謝科 - 血液腫瘤科 - 過敏免疫風濕科 - 感染科 - 一般外科 - 胃腸肝膽外科 - 大腸直腸外科 | - 乳房外科 - 甲狀腺外科 - 骨科 - 神經外科 - 心胸血管外科 - 泌尿外科 - 整形外科 - 胸腔外科 - 一般婦科 - 一般產科 | - 婦癌科 - 婦女泌尿科 - 生殖醫學科 - 更年期特診 - 內視鏡特診 - 高危險妊娠 - 一般兒科 - 小兒過敏免疫風濕科 - 急診醫學部 - 家庭醫學科 | - 身心健康科 - 復健醫學科 - 核子醫學科 - 放射腫瘤科 - 放射診斷科 - 眼科 - 耳鼻喉科 - 皮膚科 - 麻醉科 - 牙科 |

### 相關部門
- 病理科
- 高壓氧科
- 藥劑科
- 營養科
- 檢驗科

### 特色醫療中心
| - 癌症治療中心 - 心臟血管中心 - 腦中風中心 - 影像醫學中心 - 核子醫學中心 - 放射腫瘤中心 | - 內視鏡中心 - 肝病防治中心 - 聽力保健中心 - 體外碎石中心 - 復建中心 - 兒童發展中心 | - 腎臟病治療中心 - 血友病中心 - 亞急性呼吸照護病房 - 慢性呼吸照護病房 - 高級健檢中心 - 睡眠檢查中心 | - 產後護理之家 - 生殖醫學中心 - 醫學美容中心 - 高壓氧中心 - 乳房醫學中心 |

## 鄰近設施
- 惠文國小
- 惠文高中
- 國立臺中特殊教育學校

## 外部連結
- 官方网站